# Liste der Baudenkmale in Lauenförde
In der Liste der Baudenkmale in Lauenförde sind die Baudenkmale der niedersächsischen Gemeinde Lauenförde und ihrer Ortsteile aufgelistet. Die Quelle der Baudenkmale ist der Denkmalatlas Niedersachsen. Der Stand der Liste ist der 29. Mai 2020.

## Baudenkmale nach Ortsteilen

### Lauenförde
| Lage                                                                        | Bezeichnung                             | Beschreibung          | ID       | Bild           |
| --------------------------------------------------------------------------- | --------------------------------------- | --------------------- | -------- | -------------- |
| Bahnhofstraße 1 51° 39′ 42″ N, 9° 22′ 55″ O                                 | Kirche                                  | St.-Markus-Kirche     | 26799842 | Weitere Bilder |
| Bahnhofstraße 1 51° 39′ 41″ N, 9° 22′ 54″ O                                 | Kriegerdenkmal                          |                       | 26799878 |                |
| Bahnhofstraße 1 51° 39′ 42″ N, 9° 22′ 54″ O                                 | Grabmal                                 | Grabmal von Hattorf   | 26799859 |                |
| Bahnhofstraße 51° 39′ 40″ N, 9° 23′ 1″ O                                    | Friedhof                                |                       | 26799825 |                |
| Bahnhofstraße 12/12a 51° 39′ 38″ N, 9° 23′ 2″ O                             | Schule                                  |                       | 26799895 |                |
| Bundesstraße 51° 39′ 38″ N, 9° 23′ 39″ O                                    | Friedhof                                | jüdischer Friedhof    | 26808002 |                |
| Bundesstraße 51° 39′ 43″ N, 9° 24′ 34″ O                                    | Steinkreuz                              | die langen Äcker      | 28968296 | BW             |
| an der Gemeindegrenze nördlich der Bundesstraße 51° 40′ 17″ N, 9° 25′ 22″ O | Grabhügel                               |                       | 28968294 | BW             |
| Hasenstraße 3 51° 39′ 42″ N, 9° 22′ 59″ O                                   | Gemeindehaus                            |                       | 26799912 |                |
| Lange Straße 1 51° 39′ 36″ N, 9° 22′ 53″ O                                  | Domäne                                  | Gesamtanlage          | 26973682 | BW             |
| Lange Straße 1 51° 39′ 35″ N, 9° 22′ 51″ O                                  | Wohnhaus                                | Teil der Gesamtanlage | 26800008 |                |
| Lange Straße 1 51° 39′ 38″ N, 9° 22′ 51″ O                                  | Mauer                                   | Teil der Gesamtanlage | 26800039 |                |
| Lange Straße 51° 39′ 39″ N, 9° 22′ 49″ O                                    | Wohnwirtschaftsgebäude Lange Straße     | Gesamtanlage          | 26973660 |                |
| Lange Straße 3 51° 39′ 39″ N, 9° 22′ 51″ O                                  | Wohnhaus                                | Teil der Gesamtanlage | 26800053 |                |
| Lange Straße 5 51° 39′ 39″ N, 9° 22′ 50″ O                                  | Wohn-/Wirtschaftsgebäude                | Teil der Gesamtanlage | 26800085 |                |
| Lange Straße 9 51° 39′ 38″ N, 9° 22′ 49″ O                                  | Wohn-/Wirtschaftsgebäude                | Teil der Gesamtanlage | 26800100 |                |
| Lange Straße 11 51° 39′ 39″ N, 9° 22′ 48″ O                                 | Wohn-/Wirtschaftsgebäude                | Teil der Gesamtanlage | 26800115 |                |
| Lange Straße 15 51° 39′ 39″ N, 9° 22′ 49″ O                                 | Wohn-/Wirtschaftsgebäude                | Teil der Gesamtanlage | 26800145 |                |
| Lange Straße 17 51° 39′ 39″ N, 9° 22′ 47″ O                                 | Wohn-/Wirtschaftsgebäude                | Teil der Gesamtanlage | 26800175 |                |
| Lange Straße 4 51° 39′ 42″ N, 9° 22′ 52″ O                                  | Wohn-/Wirtschaftsgebäude                |                       | 26800068 |                |
| Lange Straße 21 51° 39′ 41″ N, 9° 22′ 48″ O                                 | Hofanlage Lange Straße 21               | Gesamtanlage          | 26973671 |                |
| Lange Straße 21 51° 39′ 41″ N, 9° 22′ 47″ O                                 | Wohnhaus                                | Teil der Gesamtanlage | 26800190 |                |
| Lange Straße 21 51° 39′ 40″ N, 9° 22′ 49″ O                                 | Wirtschaftsgebäude                      | Teil der Gesamtanlage | 26800205 |                |
| Lange Straße 21 51° 39′ 41″ N, 9° 22′ 49″ O                                 | Wirtschaftsgebäude                      | Teil der Gesamtanlage | 26800220 |                |
| Lange Straße 35 51° 39′ 44″ N, 9° 22′ 47″ O                                 | Gaststätte                              |                       | 26800252 |                |
| Lange Straße 34 51° 39′ 50″ N, 9° 22′ 50″ O                                 | Wohn-/Wirtschaftsgebäude                |                       | 26800235 |                |
| Lange Straße 51° 39′ 45″ N, 9° 22′ 48″ O                                    | Wohnhäuser Lange Straße 35-43           | Gesamtanlage          | 26973649 |                |
| Lange Straße 14 51° 39′ 45″ N, 9° 22′ 48″ O                                 | Wohnhaus                                | Teil der Gesamtanlage | 26800130 |                |
| Lange Straße 16 51° 39′ 45″ N, 9° 22′ 49″ O                                 | Wohnhaus                                | Teil der Gesamtanlage | 26800160 |                |
| Lange Straße 37 51° 39′ 45″ N, 9° 22′ 47″ O                                 | Wohnhaus                                | Teil der Gesamtanlage | 26800267 |                |
| Lange Straße 39 51° 39′ 45″ N, 9° 22′ 47″ O                                 | Wohn-/Wirtschaftsgebäude                | Teil der Gesamtanlage | 26800282 |                |
| Lange Straße 41 51° 39′ 46″ N, 9° 22′ 47″ O                                 | Wohnhaus                                | Teil der Gesamtanlage | 26800297 |                |
| Lange Straße 41a 51° 39′ 46″ N, 9° 22′ 46″ O                                | Scheune                                 | Teil der Gesamtanlage | 26800342 |                |
| Lange Straße 43 51° 39′ 46″ N, 9° 22′ 47″ O                                 | Wohn-/Wirtschaftsgebäude                | Teil der Gesamtanlage | 26800327 |                |
| Lange Straße 55 51° 39′ 50″ N, 9° 22′ 49″ O                                 | Wohnhaus                                |                       | 26800408 |                |
| Lange Straße 51° 39′ 53″ N, 9° 22′ 51″ O                                    | Lange Straße/Unterstraße                | Gesamtanlage          | 26973638 |                |
| Lange Straße 42 51° 39′ 51″ N, 9° 22′ 51″ O                                 | Wohnhaus                                | Teil der Gesamtanlage | 26800312 |                |
| Lange Straße 44 51° 39′ 51″ N, 9° 22′ 51″ O                                 | Wohn-/Wirtschaftsgebäude                | Teil der Gesamtanlage | 26800363 |                |
| Lange Straße 46 51° 39′ 52″ N, 9° 22′ 51″ O                                 | Wohnhaus                                | Teil der Gesamtanlage | 26800378 |                |
| Lange Straße 48 51° 39′ 52″ N, 9° 22′ 51″ O                                 | Wohnhaus                                | Teil der Gesamtanlage | 26800393 |                |
| Lange Straße 61 51° 39′ 51″ N, 9° 22′ 49″ O                                 | Wohn-/Wirtschaftsgebäude                | Teil der Gesamtanlage | 26800425 |                |
| Lange Straße 63 51° 39′ 51″ N, 9° 22′ 49″ O                                 | Wohn-/Wirtschaftsgebäude                | Teil der Gesamtanlage | 26800440 |                |
| Lange Straße 63 51° 39′ 52″ N, 9° 22′ 48″ O                                 | Scheune                                 | Teil der Gesamtanlage | 26800455 |                |
| Lange Straße 65 51° 39′ 52″ N, 9° 22′ 50″ O                                 | Wohn-/Wirtschaftsgebäude                | Teil der Gesamtanlage | 26800470 |                |
| Lange Straße 67 51° 39′ 52″ N, 9° 22′ 50″ O                                 | Wohn-/Wirtschaftsgebäude                | Teil der Gesamtanlage | 26800485 |                |
| Lange Straße 69 51° 39′ 53″ N, 9° 22′ 50″ O                                 | Wohn-/Wirtschaftsgebäude                | Teil der Gesamtanlage | 26800500 |                |
| Lange Straße 71 51° 39′ 53″ N, 9° 22′ 50″ O                                 | Wohnhaus                                | Teil der Gesamtanlage | 26800515 |                |
| Unterstraße 1 51° 39′ 53″ N, 9° 22′ 51″ O                                   | Wohnhaus                                | Teil der Gesamtanlage | 26800661 |                |
| Unterstraße 2 51° 39′ 52″ N, 9° 22′ 52″ O                                   | Wohn-/Wirtschaftsgebäude                | Teil der Gesamtanlage | 26800676 |                |
| Unterstraße 5 51° 39′ 53″ N, 9° 22′ 53″ O                                   | Wohn-/Wirtschaftsgebäude                | Teil der Gesamtanlage | 26800691 |                |
| Unterstraße 7 51° 39′ 53″ N, 9° 22′ 54″ O                                   | Wohn-/Wirtschaftsgebäude                | Teil der Gesamtanlage | 26800706 |                |
| Schweizstraße 51° 39′ 38″ N, 9° 22′ 57″ O                                   | Hofanlagen Schweizstraße 1-5            | Gesamtanlage          | 26973693 |                |
| Schweizstraße 1 51° 39′ 39″ N, 9° 22′ 56″ O                                 | Wohn-/Wirtschaftsgebäude                | Teil der Gesamtanlage | 26800530 |                |
| Schweizstraße 3 51° 39′ 38″ N, 9° 22′ 56″ O                                 | Wohn-/Wirtschaftsgebäude                | Teil der Gesamtanlage | 26800544 |                |
| Schweizstraße 5 51° 39′ 38″ N, 9° 22′ 56″ O                                 | Wohn-/Wirtschaftsgebäude                | Teil der Gesamtanlage | 26800573 |                |
| Schweizstraße 51° 39′ 34″ N, 9° 22′ 57″ O                                   | Gutsarbeitersiedlung Schweizstraße 4-10 | Gesamtanlage          | 26973704 |                |
| Schweizstraße 4 51° 39′ 35″ N, 9° 22′ 56″ O                                 | Wohnhaus                                | Teil der Gesamtanlage | 26800558 |                |
| Schweizstraße 6 51° 39′ 34″ N, 9° 22′ 57″ O                                 | Wohnhaus                                | Teil der Gesamtanlage | 26800616 |                |
| Schweizstraße 8 51° 39′ 33″ N, 9° 22′ 57″ O                                 | Wohnhaus                                | Teil der Gesamtanlage | 26800631 |                |
| Schweizstraße 10 51° 39′ 33″ N, 9° 22′ 57″ O                                | Wohnhaus                                | Teil der Gesamtanlage | 26800646 |                |
| Unterstraße 51° 39′ 51″ N, 9° 22′ 59″ O                                     | Hofanlagen Unterstraße 16, 18           | Gesamtanlage          | 26973760 |                |
| Unterstraße 16 51° 39′ 51″ N, 9° 22′ 58″ O                                  | Wohnhaus                                | Teil der Gesamtanlage | 26800721 |                |
| Unterstraße 18 51° 39′ 51″ N, 9° 22′ 59″ O                                  | Wohn-/Wirtschaftsgebäude                | Teil der Gesamtanlage | 26800751 |                |
| Unterstraße 18 51° 39′ 51″ N, 9° 23′ 0″ O                                   | Scheune                                 | Teil der Gesamtanlage | 26800766 |                |
| Unterstraße 51° 39′ 53″ N, 9° 22′ 58″ O                                     | Wohnwirtschaftsgebäude Unterstraße      | Gesamtanlage          | 26973715 |                |
| Unterstraße 17 51° 39′ 53″ N, 9° 22′ 57″ O                                  | Wohn-/Wirtschaftsgebäude                | Teil der Gesamtanlage | 26800736 |                |
| Unterstraße 19 51° 39′ 53″ N, 9° 22′ 58″ O                                  | [[Wohn-/Wirtschaftsgebäude\|]]          | Teil der Gesamtanlage | 26800781 |                |
| Unterstraße 21 51° 39′ 52″ N, 9° 22′ 59″ O                                  | Wohn-/Wirtschaftsgebäude                |                       | 26800796 |                |
| Würgasser Straße 5 51° 39′ 34″ N, 9° 23′ 14″ O                              | Villa Löwenherz                         | Gesamtanlage          | 26973726 |                |
| Würgasser Straße 5 51° 39′ 34″ N, 9° 23′ 14″ O                              | Villa Löwenherz                         | Teil der Gesamtanlage | 26800813 |                |
| Würgasser Straße 5 51° 39′ 34″ N, 9° 23′ 19″ O                              | Garten                                  | Teil der Gesamtanlage | 26800831 |                |

### Meinbrexen
| Lage                                          | Bezeichnung                                    | Beschreibung                                                | ID       | Bild           |
| --------------------------------------------- | ---------------------------------------------- | ----------------------------------------------------------- | -------- | -------------- |
| Rittergut 51° 41′ 17″ N, 9° 23′ 53″ O         | Gutshof von Mansberg                           | Gesamtanlage                                                | 26973738 | BW             |
| Rittergut 1 51° 41′ 16″ N, 9° 23′ 53″ O       | Rittergut Meinbrexen, Schloss                  | Teil der Gesamtanlage                                       | 26800895 | BW             |
| Rittergut 1 51° 41′ 17″ N, 9° 23′ 51″ O       | Rittergut Meinbrexen, westliches Kavaliershaus | Teil der Gesamtanlage                                       | 26800913 | BW             |
| Rittergut 1 51° 41′ 13″ N, 9° 23′ 56″ O       | Rittergut Meinbrexen, Turm                     | Teil der Gesamtanlage                                       | 26800990 | BW             |
| Rittergut 2 51° 41′ 17″ N, 9° 23′ 55″ O       | Rittergut Meinbrexen, östliches Kavaliershaus  | Teil der Gesamtanlage                                       | 26800928 | BW             |
| Rittergut 2 51° 41′ 17″ N, 9° 23′ 55″ O       | Rittergut Meinbrexen, Eiskeller                | Teil der Gesamtanlage                                       | 26801085 | BW             |
| Rittergut 3 51° 41′ 18″ N, 9° 23′ 56″ O       | Rittergut Meinbrexen, Wirtschaftsgebäude       | Teil der Gesamtanlage                                       | 26801051 |                |
| Rittergut 3 51° 41′ 18″ N, 9° 23′ 52″ O       | Rittergut Meinbrexen, Rinderstall              | Teil der Gesamtanlage                                       | 26801020 |                |
| Rittergut 3 51° 41′ 20″ N, 9° 23′ 56″ O       | Rittergut Meinbrexen, Scheune                  | Teil der Gesamtanlage                                       | 26801037 | BW             |
| Rittergut 3 51° 41′ 20″ N, 9° 23′ 54″ O       | Rittergut Meinbrexen, Pferdestall              | Teil der Gesamtanlage                                       | 26801005 | BW             |
| Rittergut 51° 41′ 13″ N, 9° 23′ 55″ O         | Rittergut Meinbrexen, Park                     | Teil der Gesamtanlage. Freimaurerpark.                      | 26800990 | BW             |
| Rittergut 51° 41′ 18″ N, 9° 23′ 53″ O         | Rittergut Meinbrexen, Graft                    | Teil der Gesamtanlage                                       | 26800943 |                |
| Rittergut 51° 41′ 17″ N, 9° 23′ 56″ O         | Rittergut Meinbrexen, Einfriedung              | Teil der Gesamtanlage. Mauer am Süd- und Ostrand der Graft. | 26800974 |                |
| Dorfstraße 13 51° 41′ 14″ N, 9° 23′ 50″ O     | Wohn-/Wirtschaftsgebäude                       |                                                             | 26801102 | BW             |
| Dorfstraße 16 51° 41′ 14″ N, 9° 23′ 51″ O     | Pfarrhaus                                      |                                                             | 26801119 | BW             |
| Dorfstraße 18 51° 41′ 16″ N, 9° 23′ 50″ O     | Kirche                                         | Ev. St.-Johannis-Kirche                                     | 26800862 | Weitere Bilder |
| Mühlenstraße 51° 41′ 9″ N, 9° 23′ 58″ O       | Eisenbahnbrücke                                |                                                             | 26801170 | BW             |
| Mühlenstraße 51° 41′ 8″ N, 9° 24′ 3″ O        | Mausoleum                                      |                                                             | 26801187 | BW             |
| Oberer Winkel 22 51° 41′ 15″ N, 9° 23′ 47″ O  | Wohn-/Wirtschaftsgebäude                       |                                                             | 26801153 | BW             |
| Schäferhagen 1 51° 41′ 21″ N, 9° 23′ 50″ O    | Wohn-/Wirtschaftsgebäude                       |                                                             | 26801204 | BW             |
| Schäferhagen 3/5 51° 41′ 22″ N, 9° 23′ 50″ O  | Wohnhaus                                       |                                                             | 26801221 | BW             |
| Unterer Winkel 4 51° 41′ 21″ N, 9° 23′ 49″ O  | Hofanlage                                      | Gesamtanlage                                                | 26973749 | BW             |
| Unterer Winkel 4 51° 41′ 21″ N, 9° 23′ 49″ O  | Wohn-/Wirtschaftsgebäude                       | Teil der Gesamtanlage                                       | 26801238 |                |
| Unterer Winkel 10 51° 41′ 19″ N, 9° 23′ 46″ O | Wohn-/Wirtschaftsgebäude                       |                                                             | 26801283 | BW             |
| Unterer Winkel 10 51° 41′ 20″ N, 9° 23′ 45″ O | Wirtschaftsanbau                               |                                                             | 26784919 | BW             |